# 1827 au Canada
Pour un article plus général, voir Chronologie du Canada.
Cet article traite des événements qui se sont produits durant l'année 1827 au Canada.

## Événements
- 15 mars : l'Université de Toronto est fondé par John Strachan.
- 23 avril : fondation de la ville de Guelph par la Canada Company.
- 2 juillet : fondation du Collège de Sainte-Anne-de-la-Pocatière.
- Août : L'américain John Baker présente un drapeau pro-américain dans la région du Madawaska, région dont la frontière est mal définie entre le Nouveau-Brunswick et le Maine. Début d'un conflit frontalier qui va aboutir à la Guerre d'Aroostook et lancement du concept de la République du Madawaska.
- 2 octobre : William Cormack (en) fonde la Boeothick Institution dans le but de retrouver des survivants Beothuks. Ses expéditions ne donneront aucun résultat.
- 20 novembre : début de la Treizième législature du Bas-Canada.
- 18 décembre : les éditeurs de journaux Jocelyn Waller et Ludger Duvernay sont arrêtés pour diffamation contre le gouverneur.
- Fondation de la ville de Oakville dans le Haut-Canada
- Henry Wolsey Bayfield entreprend l'immense tâche de cartographier et de faire des relevés hydrographiques dans le Fleuve Saint-Laurent et dans le Golfe Saint-Laurent.
- La Compagnie de la Baie d'Hudson établit le Fort Langley sur la Rivière Fraser près de son embouchure.

## Culture
- Joseph-Isidore Bédard écrit le chant patriotique Sol Canadien! Terre chérie!

## Naissances
- 7 janvier : Sandford Fleming, ingénieur et inventeur.
- 28 février : Albert Lacombe, missionnaire.
- 16 avril : Octave Crémazie, écrivain et poète.
- 15 mai : Rodolphe Laflamme, avocat et homme politique.
- 1 juin : Pierre-Vincent Valin, homme d'affaires et homme politique.
- 28 septembre : George-Casimir Dessaules, (homme d'affaires et politicien) († 19 avril 1930)
- 21 octobre : 
  - Charles Laberge, avocat et homme politique.
  - Napoléon Bourassa, architecte et peintre. († 27 août 1916)
- 17 novembre : William Evan Price, homme d'affaires et homme politique.
- 27 décembre : Pierre-Alexis Tremblay, homme politique.

## Décès
- 19 mars : Olivier Perrault, seigneur et homme politique.
- 31 août : Jean Boudreau, homme politique.
- 26 septembre : Louis Turgeon, notaire et homme politique.
- John Clark, homme d'affaires à Montréal.